# Valentin Feurstein
Valentin Feurstein född 18 januari 1885 i Bregenz Vorarlberg i Österrike död 8 juni 1970 i Innsbruck. Österrikisk-tysk militär. Feurstein överfördes till den tyska armén 15 mars 1938, befordrades till generalmajor i juni 1935 och till general i bergstrupperna i september 1941. Han erhöll Riddarkorset av järnkorset i augusti 1944.

## Befäl
- 2. Gebirgs-Division april 1938  – mars 1941
- tf LXII. Armeekorps mars - maj 1941
- LXX. Armeekorps  maj 1941 - juni 1943
- LI. Gebirgs-Armeekorps augusti 1943 – mars 1945
- generalinspektör för försvarsområde Tyrolen mars – april 1945

I hans befattning som generalinspektör ingick också ställningen som kommendant för staden Bregenz, och 28 april beslutade Feurstein att förklara Bregenz för öppen stad för att undvika förstörelse i krigets sista skede. Samma eftermiddag avsattes han av Gauleiter Franz Hofer och ersattes av general Hans Schmidt, som vidhöll beslutet om öppen stad, men följde Generalfeldmarschall Albert Kesselrings beslut om att försvara strategiskt viktiga slussar, varigenom statusen som öppen stad föll och delar av staden förorsakades stora skador.
Feurstein var i krigsfångenskap april 1945 – augusti 1948.